# Duinwijck Juniors 1984
Das Duinwijck Juniors 1984 im Badminton fand vom 9. bis zum 11. März 1984 in Haarlem statt.

## Finalresultate
| Disziplin    | Sieger                          | Finalist                       | Ergebnis          |
| ------------ | ------------------------------- | ------------------------------ | ----------------- |
| Herreneinzel | Anders Nielsen                  | Mattew Smith                   | 15–7, 15–9        |
| Dameneinzel  | Alison Fisher                   | Debbie Hore                    | 9–11, 11–3, 11–1  |
| Herrendoppel | Thomas Kirkegaard Peter Knudsen | Akari Chiba Hiroshi Eto        | 15–9, 10–15, 15–7 |
| Damendoppel  | Yukie Hayashi Yukari Yoniezu    | Alison Fisher Erica van Dijck  | 18–14, 15–10      |
| Mixed        | Paul Scott Lisa Chapman         | Max Gandrup Charlotte Jacobsen | 15–7, 15–4        |